# 韓国の競輪場
韓国の競輪場（かんこくのけいりんじょう）は、大韓民国に所在する競輪場の一覧である。

## 現存する施設
- 慶南昌原競輪場 - 慶尚南道昌原市に2000年12月8日オープン（ドーム型競輪場）。
- 釜山金井競輪場 - 釜山広域市金井区に2003年11月15日オープン。
- 光明競輪場（スピードム）- 蚕室競輪場を移転・後継する形で、京畿道光明市に2006年2月17日オープン（ドーム型競輪場）金、土、日だけ開催。

## 廃止された施設
- ソウル蚕室競輪場 - ソウル特別市松坡区に1994年10月15日オープン。2005年からナイター競輪を実施、2005年12月に光明競輪場に移転する形で廃止。